# Восточный помо
Восточный помо (Clear Lake Pomo, Eastern Pomo) - почти исчезнувший или, возможно, мёртвый индейский язык, который относится к помоанской языковой семье, на котором раньше говорил народ помо, который проживает на территории озера Клир округа Лейк штата Северная Калифорния в США. Сейчас народ говорит на английском языке.